# Rudolf Marschall (Bildhauer)

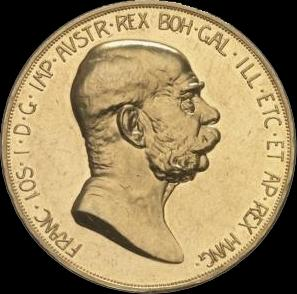
100 Kronen Franz Joseph I.

Militär-Jubiläumskreuz von 1908

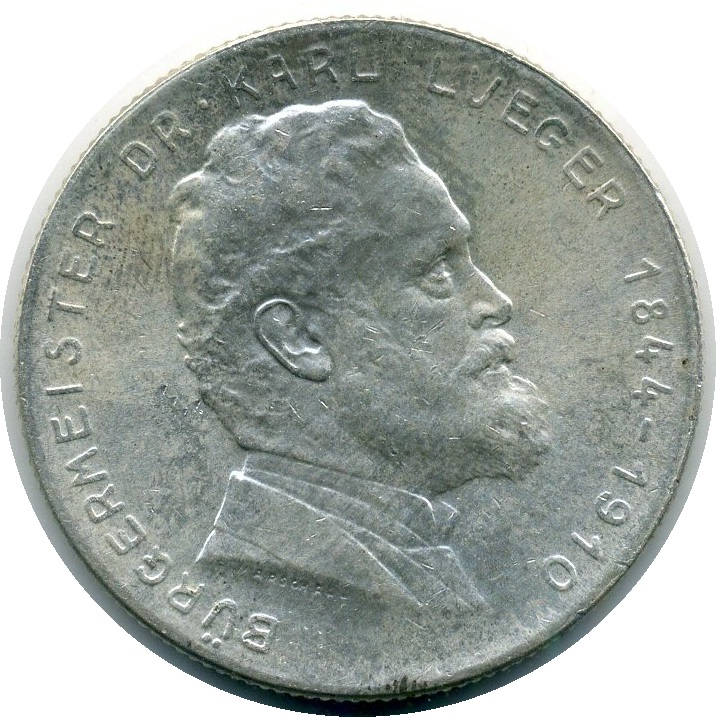
2 Schilling 1935 Karl Lueger

Rudolf Marschall (* 3. Dezember 1873 in Wien; † 24. Juli 1967 ebenda) war ein österreichischer Bildhauer, Plakettenkünstler und Medailleur.

## Leben
Marschall studierte an der Wiener Akademie der bildenden Künste und war dort Schüler von Josef Tautenhayn. 1903 wurde Marschall zum Kammermedailleur ernannt, ab 1904 unterrichtete er dann selbst als Professor an der Wiener Akademie. Er leitete von 1905 bis 1938 die dortige Meisterschule für Graveur- und Medailleurkunst. 1944 trat er in den Ruhestand.
Rudolf Marschall schuf Bildnisse, Medaillen und Plaketten, so beispielsweise von verschiedenen Päpsten und Mitgliedern des Kaiserhauses sowie für diverse Grabmäler. Eine umfangreiche Medaillensammlung befindet sich heute in den Beständen des Wiener Heeresgeschichtlichen Museums.

## Werke (Auswahl)
- Reliefplakette Generaloberst Friedrich Graf von Beck-Rzikowsky, 1906, Bronzeguss, Stärke 1 cm, Durchmesser 20 cm; Heeresgeschichtliches Museum, Wien
- Reliefplakette Verteidigungsminister Carl Vaugoin, 1930, Bronze / weißer Marmor, 45,5 × 2 × 21,5 cm, Heeresgeschichtliches Museum, Wien
- Reliefplatette Ehrentafel für General Wilhelm Zehner, 1935, Messing auf Carraramarmor, 22,5 × 19 cm, Heeresgeschichtliches Museum, Wien
- Deckeldose, um 1815, Glas[2]
- Jugendstillampe, um 1915, Bronze / Glas[3]
- Jugendstilvase, um 1900, Glas geätzt[4]
- Jubiläumskreuz 1908, in verschiedenen Varianten ausgegeben
- 100-Kronen-Goldmünze Kaiser Franz Joseph
- 2-Schilling-Silbermünze 1935 Karl Lueger